# NHKから国民を守る党 (国会会派)
NHKから国民を守る党（エヌエイチケイからこくみんをまもるとう）は、2022年7月から2025年7月まで構成された参議院における会派。参議院比例代表選出の議員2名で構成。会派発足後に名称変更を複数回行ない、また所属議員の所属政党の変更が途中行われており、会派所属議員の所属する政党と会派名が一時期異なっていた。旧会派名称は「NHK党」（2022年7月-2023年3月、および2025年5月15日-26日・2025年7月-）、「政治家女子48党」（2023年3月-8月）。

## 会史
参議院の会派「NHKから国民を守る党」の前身は会派「みんなの党」（2019年7月-2022年7月）。また、会派の旧名称は「NHK党」（2022年7月-2023年3月、および2025年5月15日-26日）および会派「政治家女子48党」（2023年3月-8月）である。
第208回国会（常会・2022年〈令和4年〉6月15日閉会）まで会派「みんなの党」に所属していたのは「NHK党」の浜田聡と「日本維新の会」を除名された渡辺喜美の2名であったが、渡辺は次期参院選に出馬せず政界を引退、NHK党の浜田は、第26回参議院議員通常選挙（2022年7月執行）で比例代表の議席を獲得した同じくNHK党のガーシー（東谷義和）と共に、会派「NHK党」を結成した。
2023年3月、ガーシーは参議院懲罰委員会の決定に従わず議員資格を除名処分となった。
ガーシーの除名処分後、NHK党の比例代表名簿に基づき齊藤健一郎が繰上当選となり、以降はNHK党から改名した「政治家女子48党」の浜田と齊藤の2名で会派「政治家女子48党」を結成した。
「政治家女子48党」における党首大津綾香と前党首の立花孝志との間で生じた代表権をめぐる党内内紛が報じられる最中、同2023年8月10日に会派名を「政治家女子48党」から「NHKから国民を守る党」に変更、以降1月の党除名処分（後述）まで、会派所属の2名は所属政党と所属会派の名称が異なる状況となった。
同年11月に党名を「みんなでつくる党」への改名をした後、大津党首は2024年1月に浜田と齊藤の2名を除名処分とした。両名は、立花孝志が2023年5月に設立した政治団体「NHKから国民を守る党」に移籍した上で、参院では会派「NHKから国民を守る党」の構成を続けた。
政治団体「NHKから国民を守る党」の立花代表の意向により、2025年5月15日に政治団体名とともに参院会派名を「NHKから国民を守る党」から「NHK党」に変更したが、会派名については同5月26日に再び「NHKから国民を守る党」に戻す変更を行った。第27回参議院議員通常選挙のときは、「NHK党」になっているため、「NHK党」に参院会派名を変更してる。
第27回参議院議員通常選挙（2025年7月執行）において、改選対象の浜田がNHK党の比例代表で議席を得られず落選。所属会派が齊藤1名となり、参議院会派「NHKから国民を守る党」は解消され、齊藤は無所属（会派に属さない議員）となった。

## 所属議員
第218回国会（臨時会）開会時点（2025年〈令和7年〉8月1日）
| 参議院議員 | 参議院議員                       |
| ---------- | -------------------------------- |
| 2028年改選 | 齊藤健一郎 （1回、参議院比例区） |

かつての会派所属議員
- ガーシー（東谷義和）
- 浜田聡